# Abū Ţayūr-e Do
Abū Ţayūr-e Do (persiska: ابو طیور دو) är en ort i Iran.   Den ligger i provinsen Khuzestan, i den centrala delen av landet, 500 km sydväst om huvudstaden Teheran. Abū Ţayūr-e Do ligger 26 meter över havet och antalet invånare är 147.
Terrängen runt Abū Ţayūr-e Do är mycket platt. Runt Abū Ţayūr-e Do är det ganska tätbefolkat, med 144 invånare per kvadratkilometer. Närmaste större samhälle är Veys, 17,9 km söder om Abū Ţayūr-e Do. Omgivningarna runt Abū Ţayūr-e Do är i huvudsak ett öppet busklandskap.